# Равера, Джина
Джина Равера (англ. Gina Ravera, род. 20 мая 1966) — американская актриса.

## Жизнь и карьера
Равера родилась в Сан-Франциско, штат Калифорния в семье афро-американки и эмигранта из Пуэрто-Рико.
За свою карьеру она появилась в почти пятидесяти телешоу и фильмах. На большом экране она была заметна в фильмах «Шоугёлз» (1995), «Пища для души» (1997), «Целуя девушек» (1997) и «Большие спорщики» (2007). На телевидении у неё была регулярная роль в сериале «Время твоей жизни», а в 2006—2008 годах она появилась в тринадцати эпизодах сериала «Скорая помощь» в качестве доктора Беттины Диджесус.
Равера наиболее известна по своей роли детектива Ирен Дениэлс в телесериале «Ищейка». В 2008 и 2009 годах она номинировалась на Премию Гильдии актёров США как часть актёрского состава сериала. Она покинула шоу после четырёх сезонов в 2009 году.

## Фильмография
- Ламбада (1990)
- Шелковые сети (7 эпизодов, 1993—1994))
- Шоугёлз (1995)
- Странный мир (1995)
- Садись в автобус (1996)
- Пища для души (1997)
- Целуя девушек (1997)
- Темптейшенс (1998)
- Время твоей жизни (19 эпизодов, 1999—2000)
- Беглец: Погоня продолжается (3 эпизода, 2000—2001)
- Святой грешник (2002)
- Большие спорщики (2007)
- Скорая помощь (13 эпизодов, 2006—2008)
- Ищейка (46 эпизодов, 2005—2009)